# Biserica reformată din Voivodeni

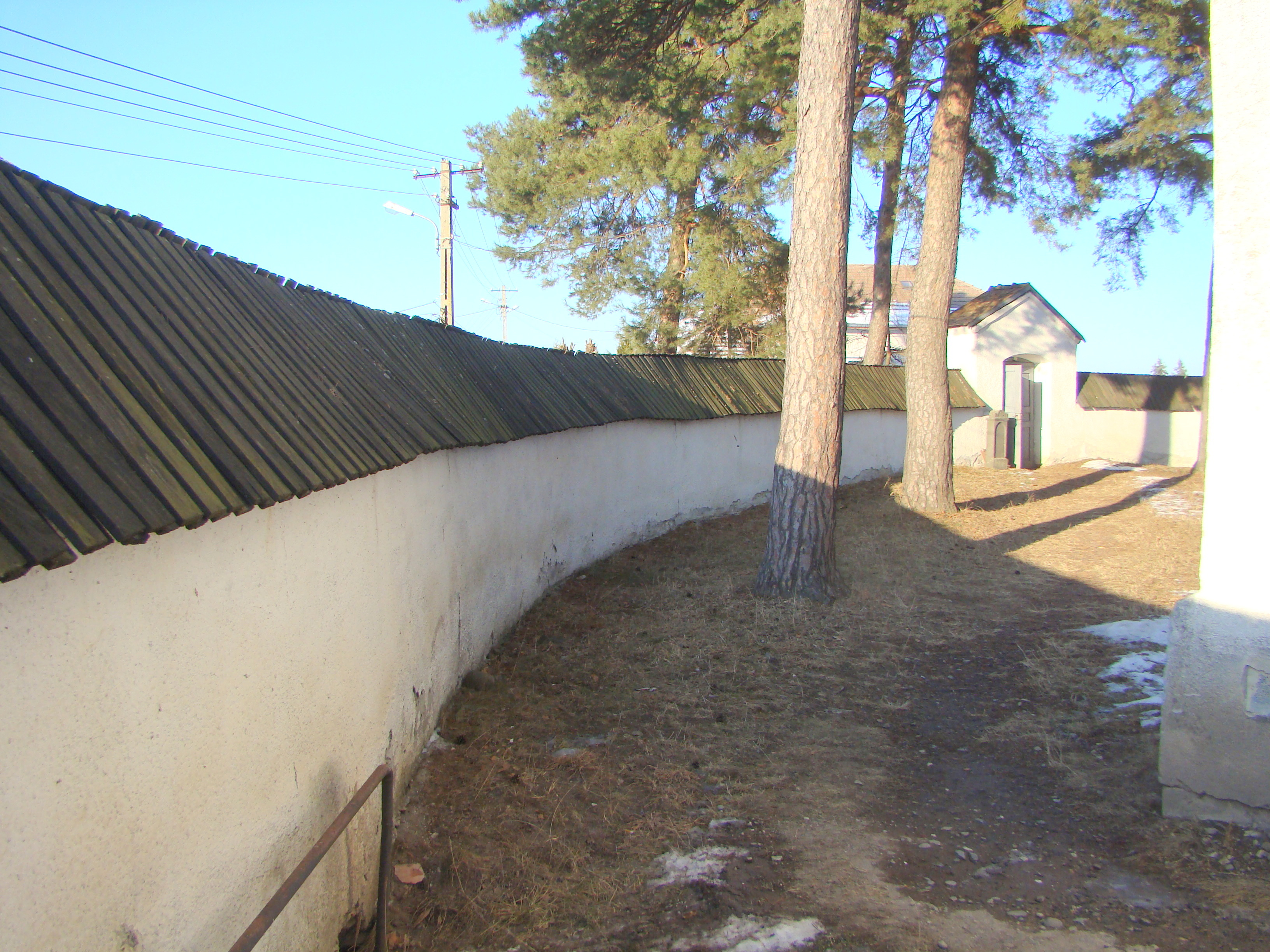
Zid de incintă

Biserica reformată din Voivodeni este un monument istoric aflat pe teritoriul satului Voivodeni, comuna Voivodeni. În Repertoriul Arheologic Național, monumentul apare cu codul 120325.03.

## Localitatea
Voivodeni (în maghiară Vajdaszentivány, în germană Johannisdorf) este satul de reședință al comunei cu același nume din județul Mureș, Transilvania, România. Prima menționare documentară a localității este din anul 1332, cu numele de Sancto Johanne.

## Biserica
Biserica, inițial catolică, a fost construită în secolul XV. În forma actuală datează din secolul XVIII. A fost susținută financiar și de familia nobiliară Zichy, al cărei conac este, de asemenea, monument istoric.

## Imagini din exterior

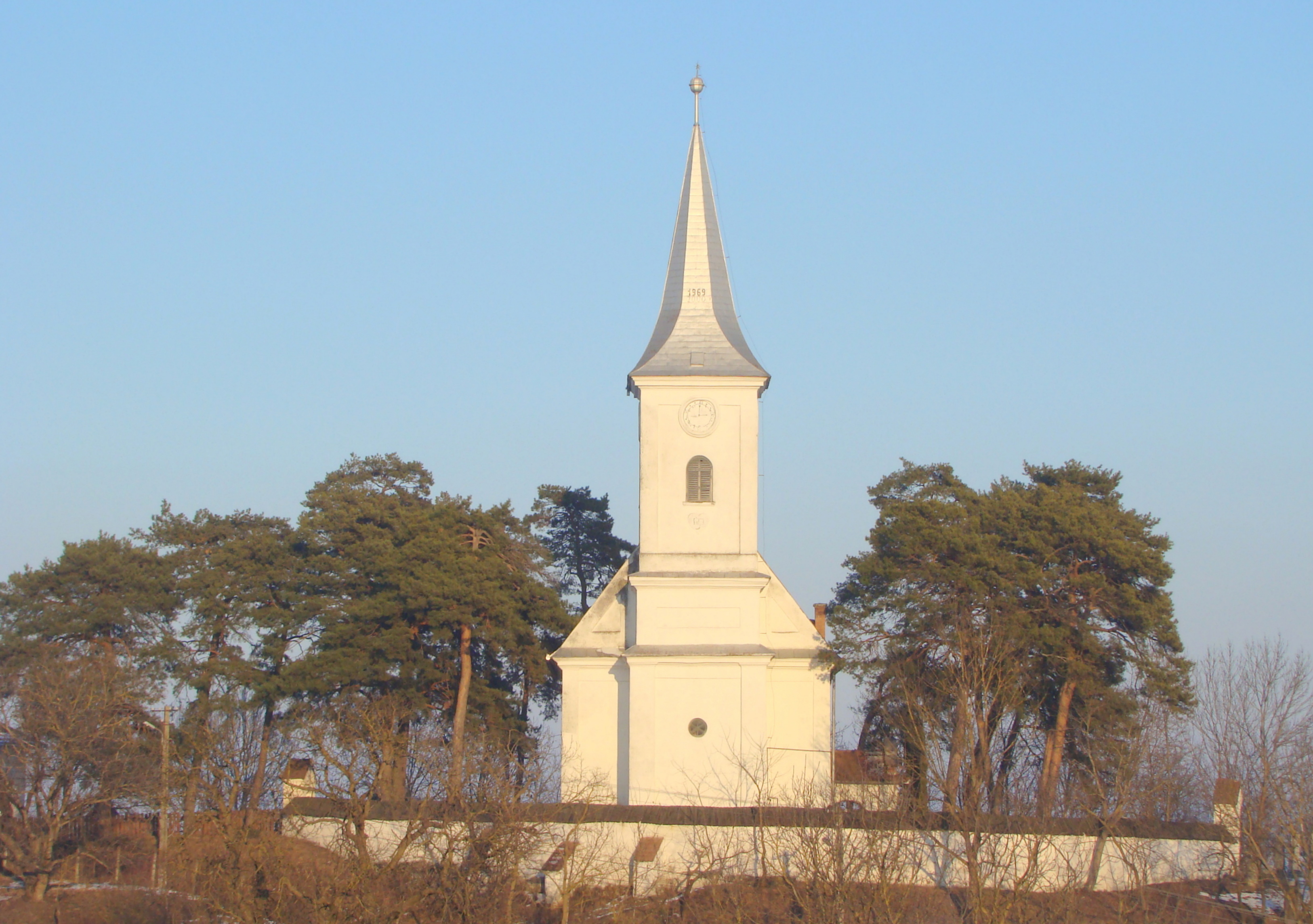
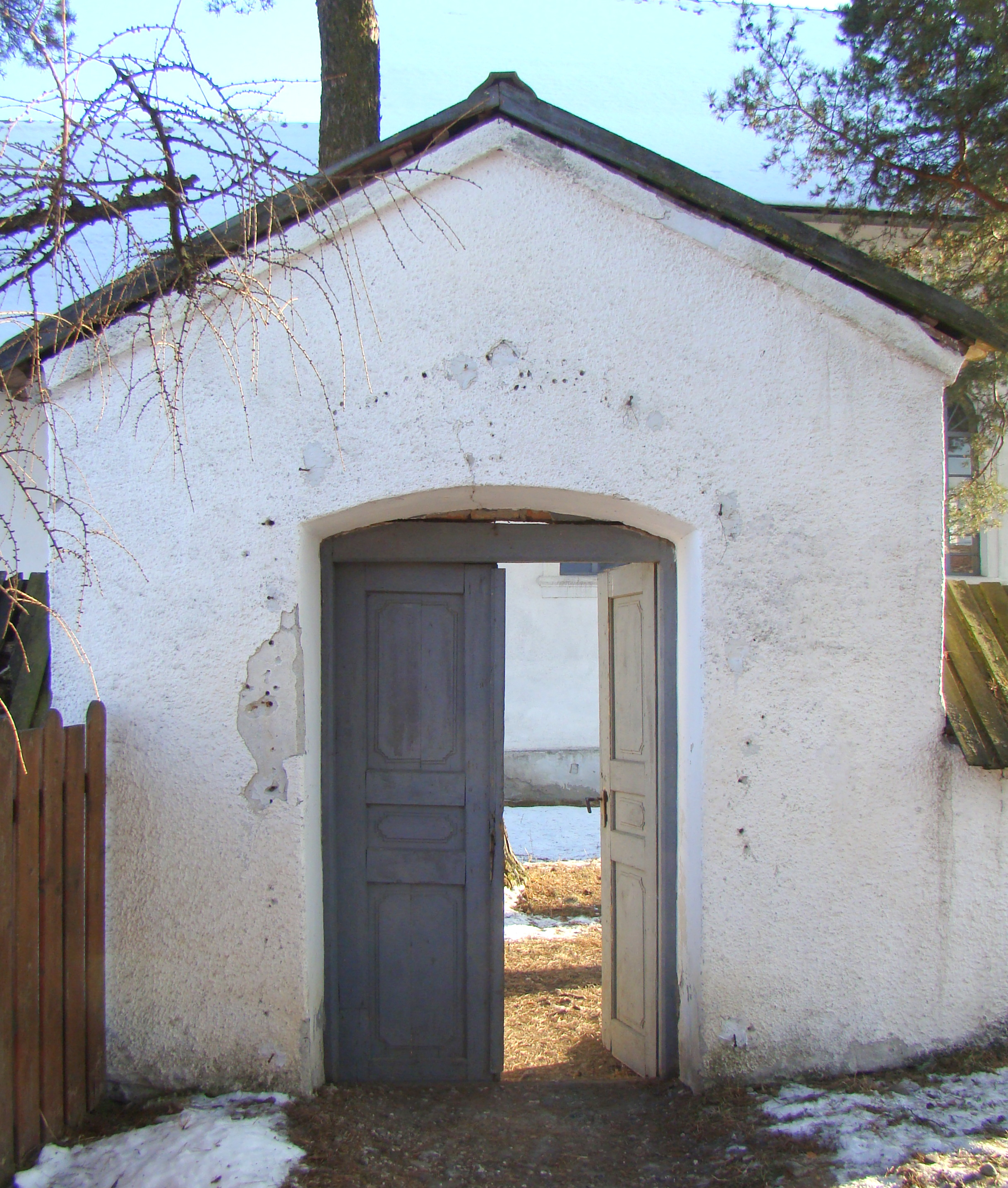
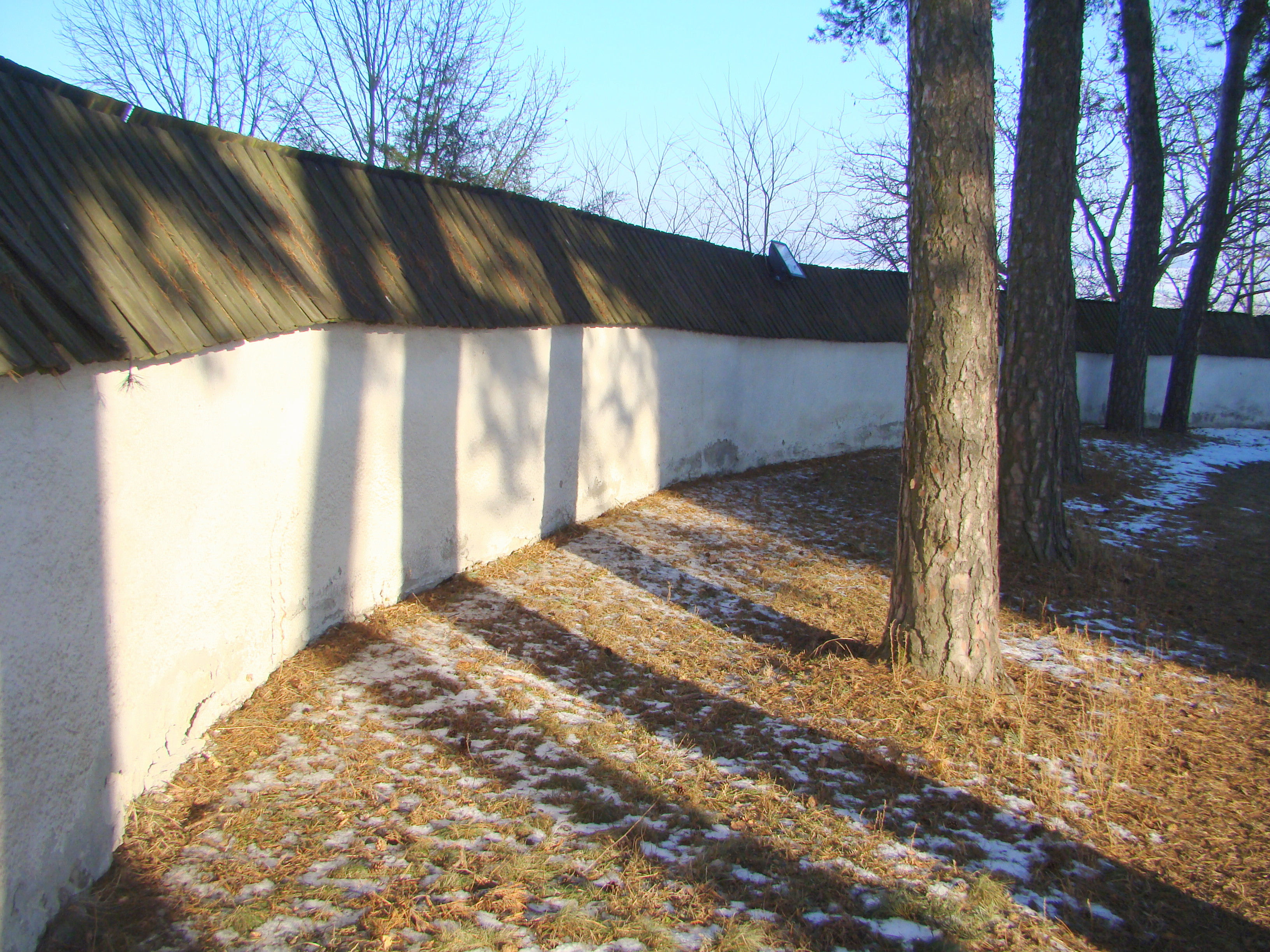
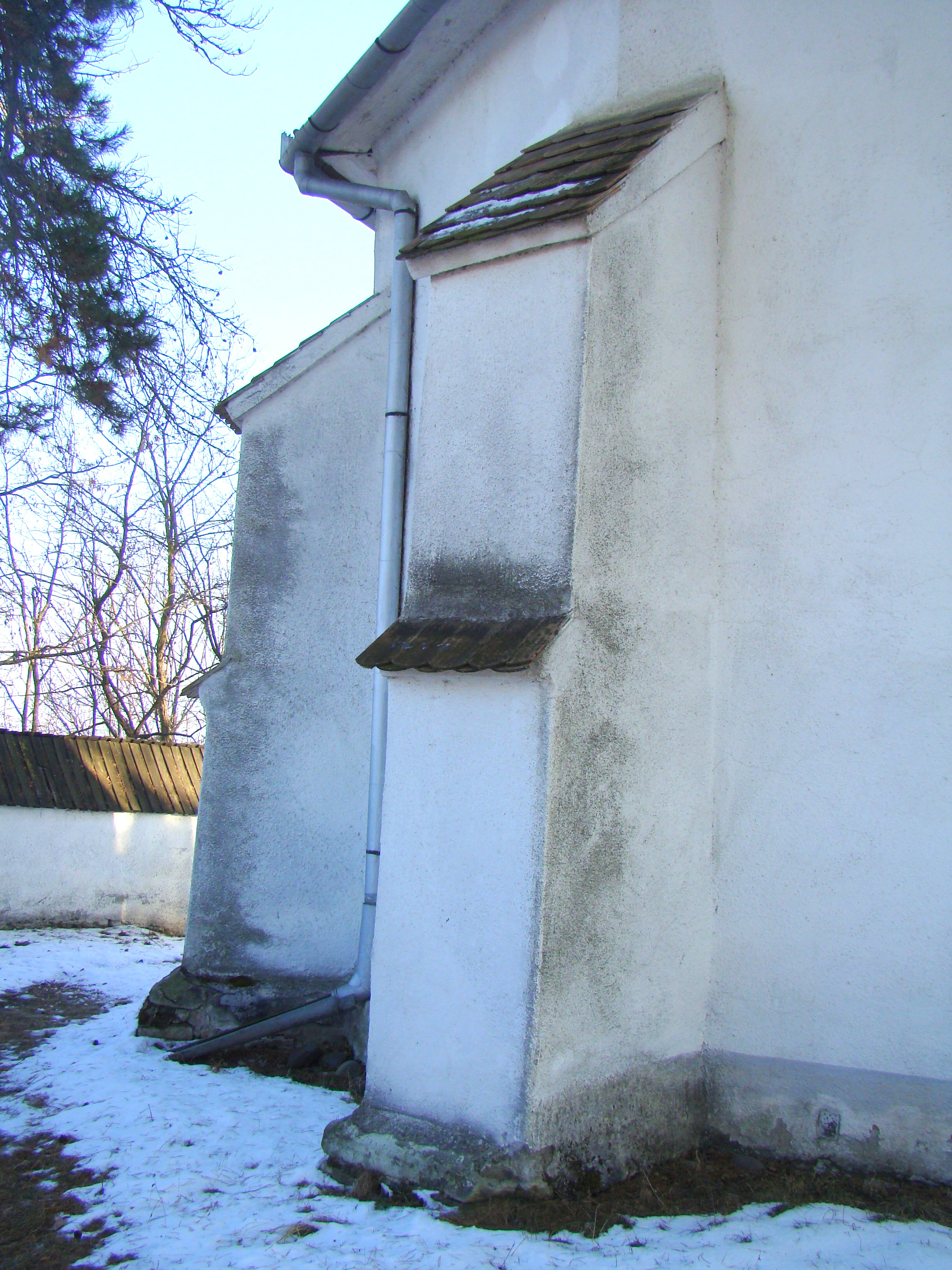
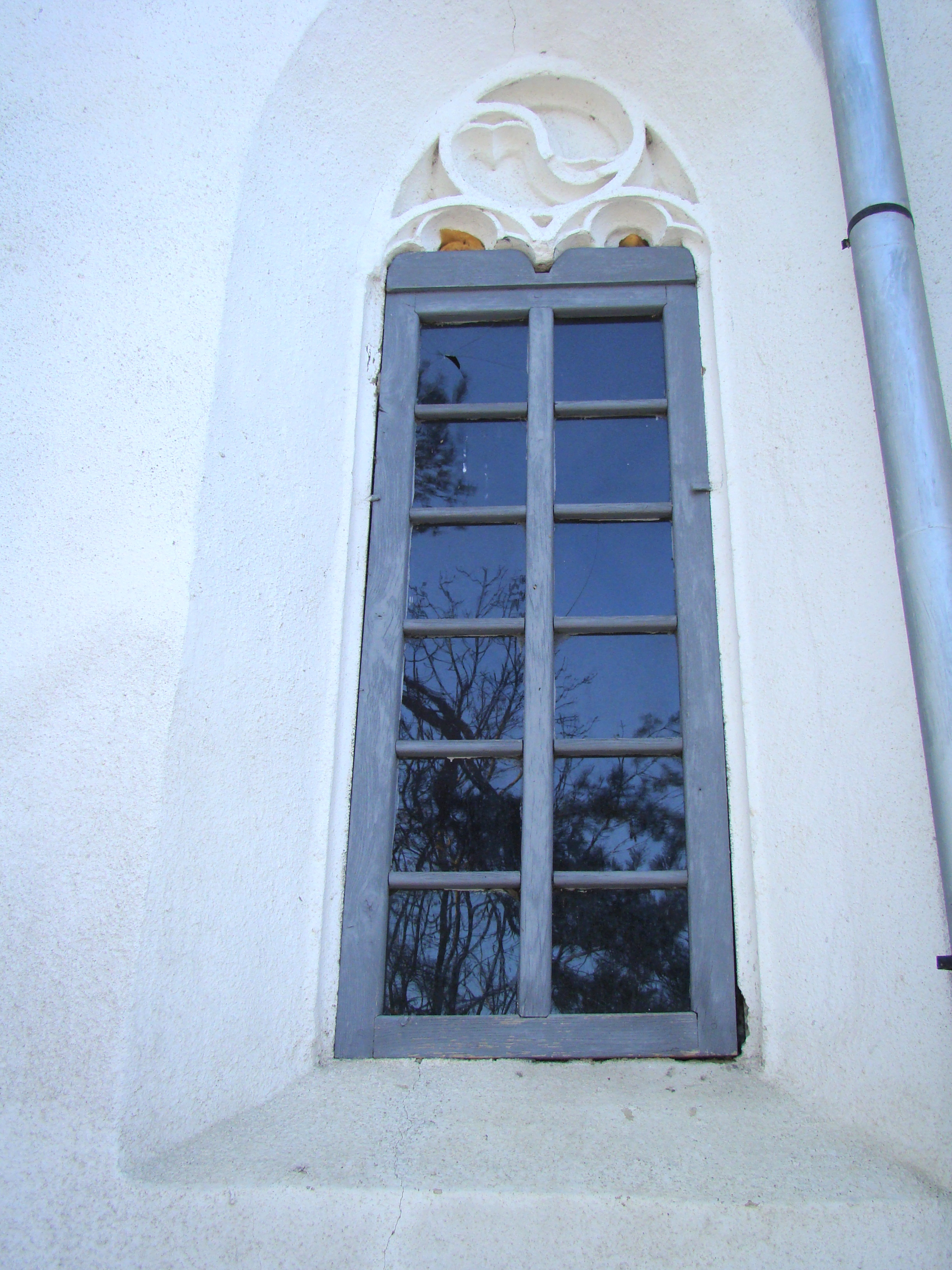
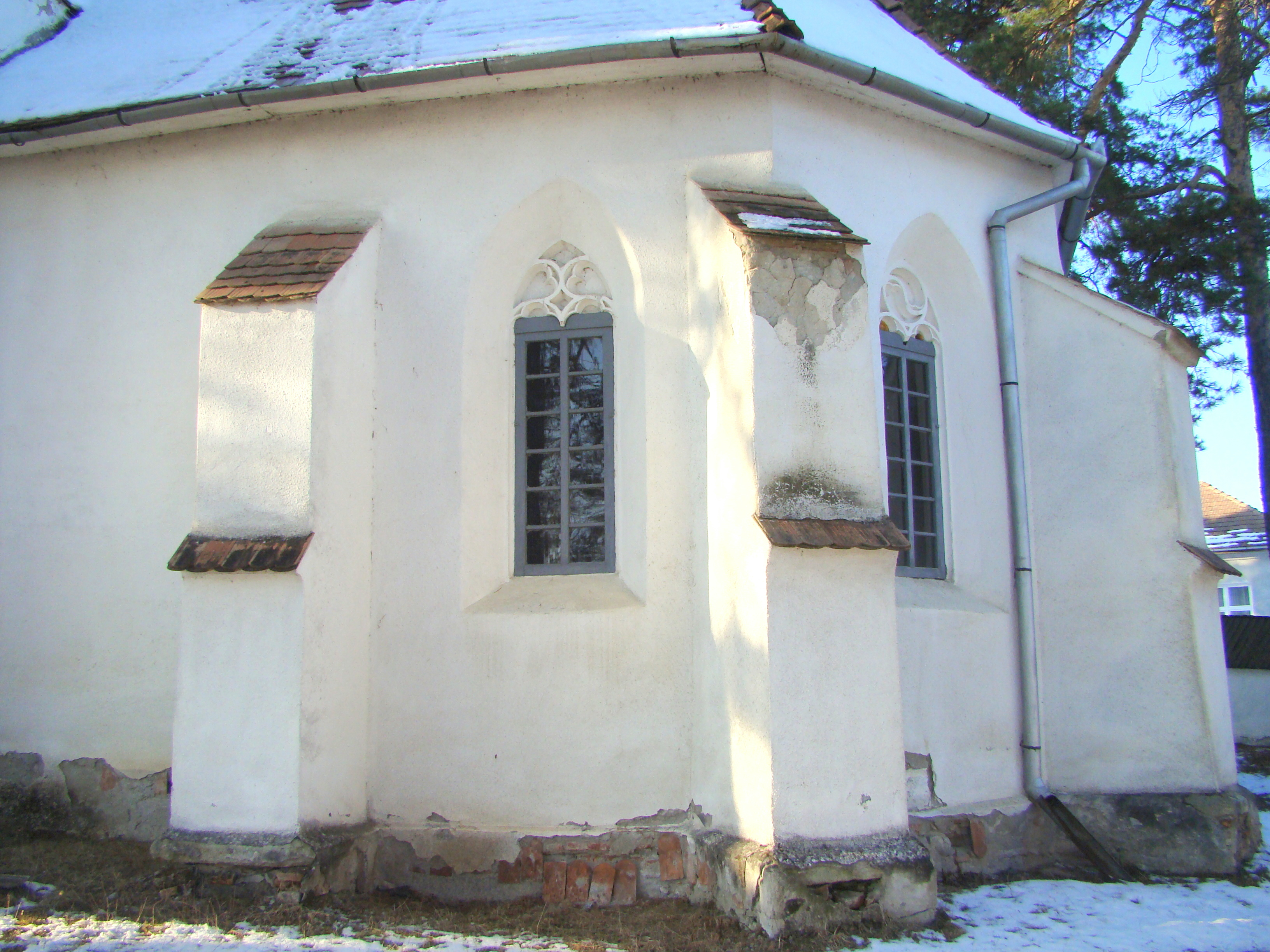
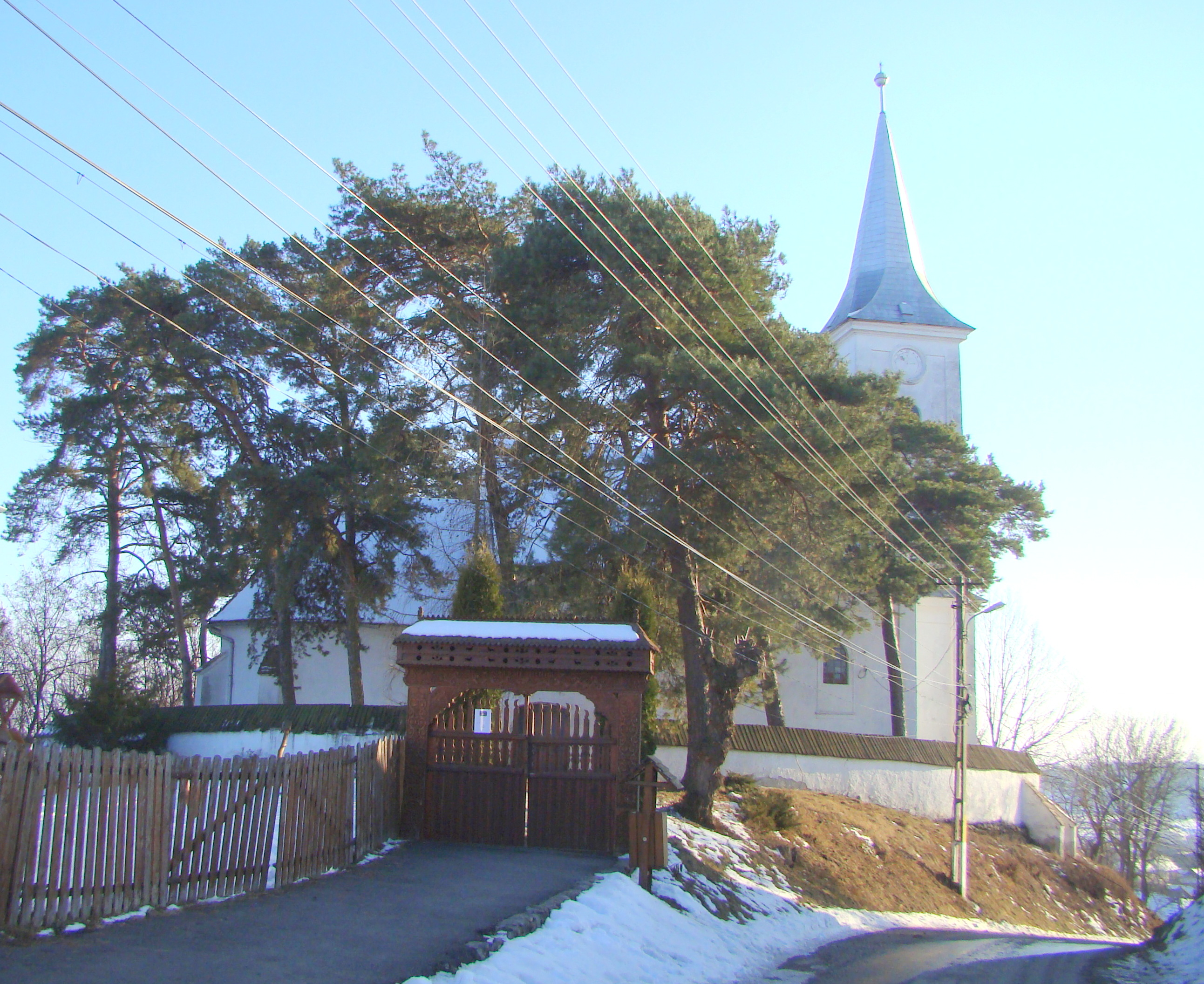
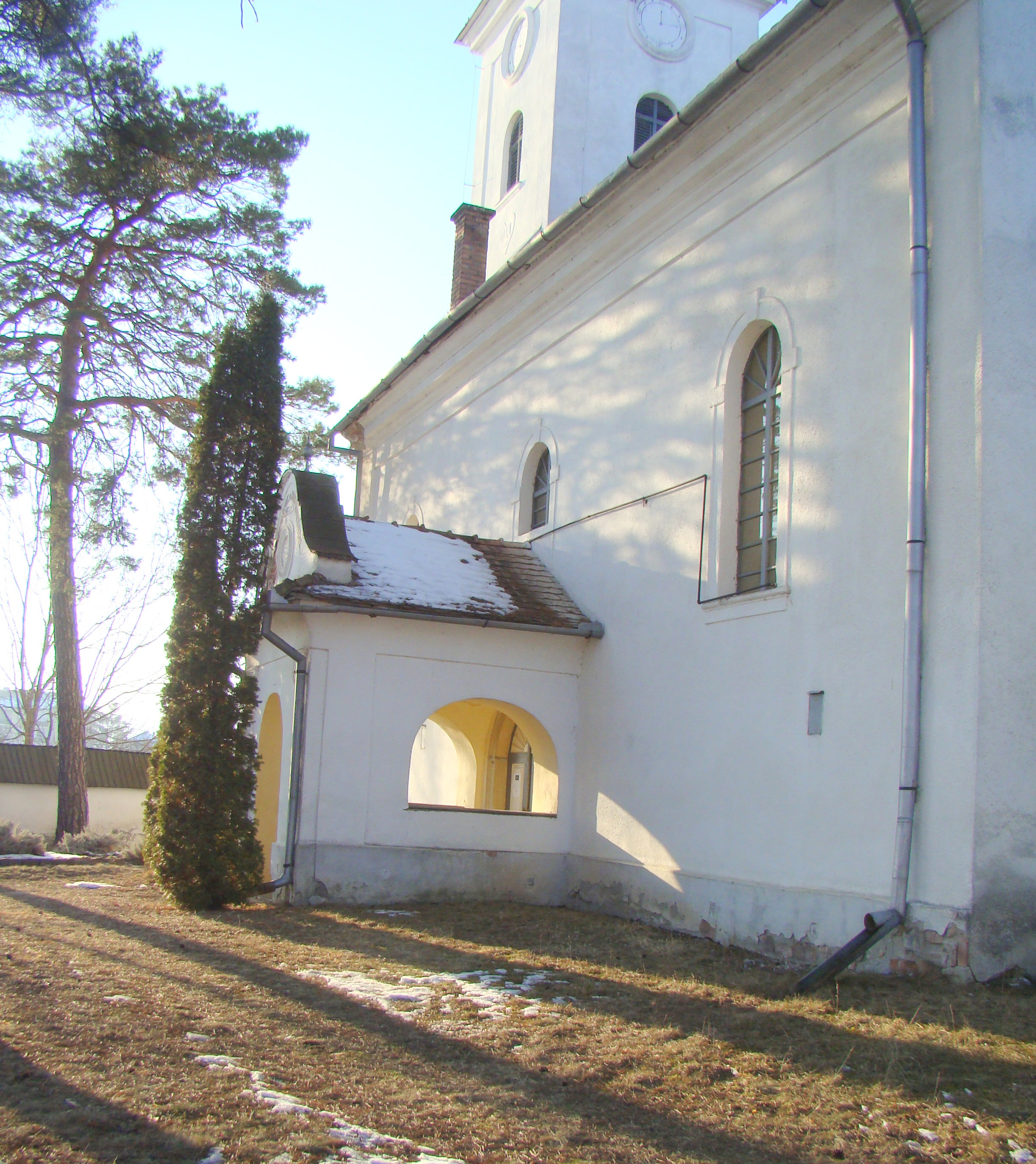
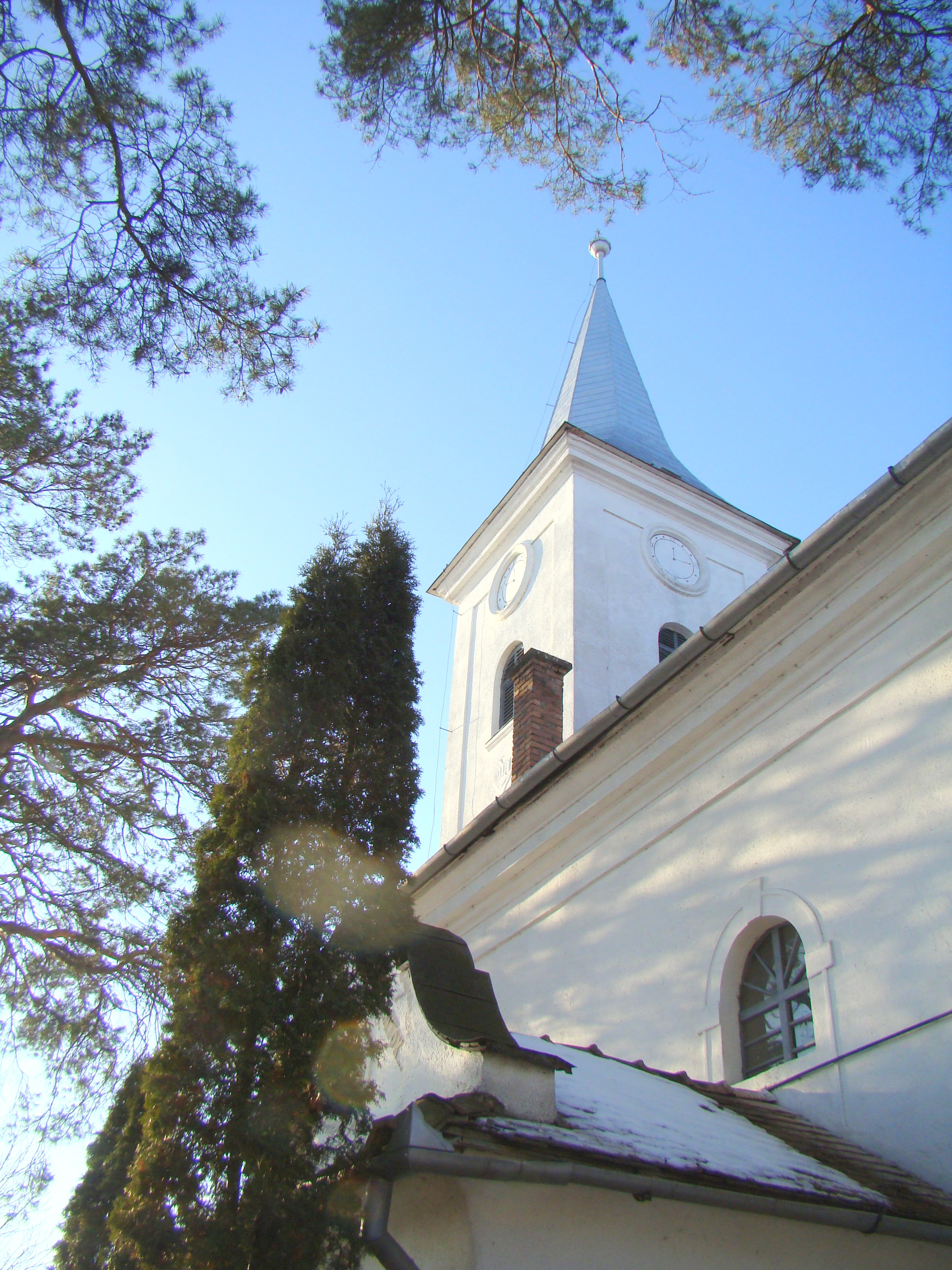
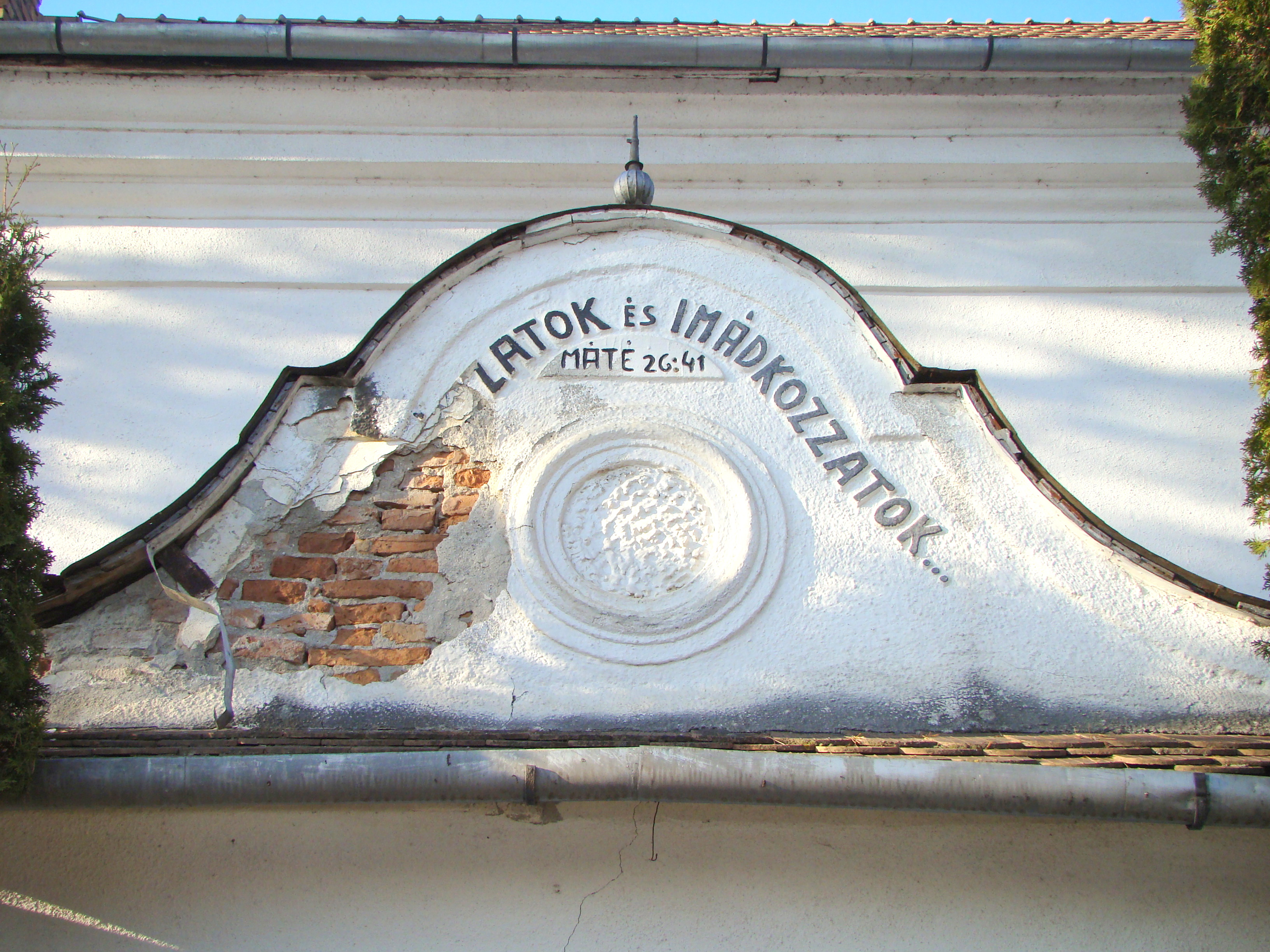
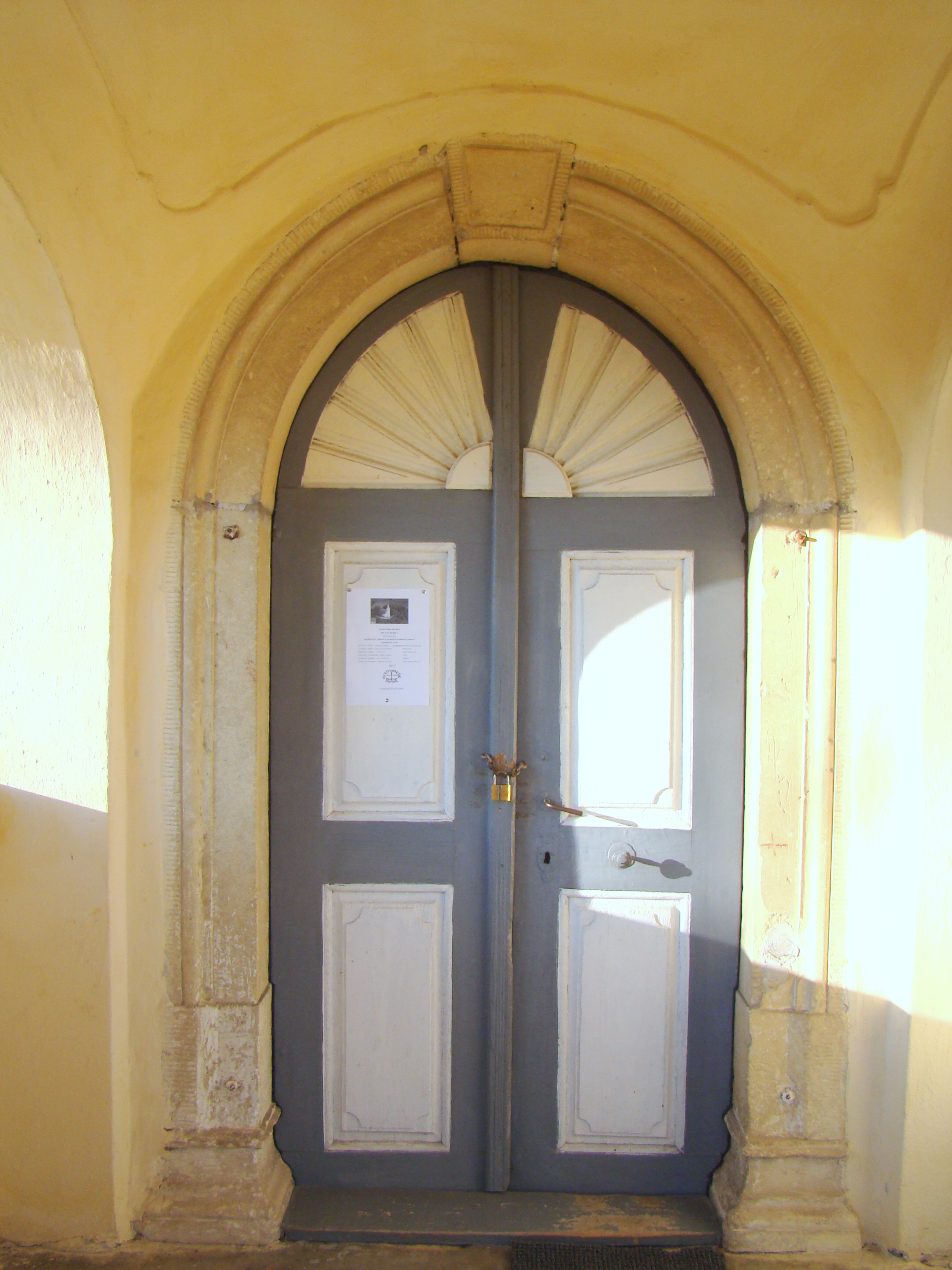
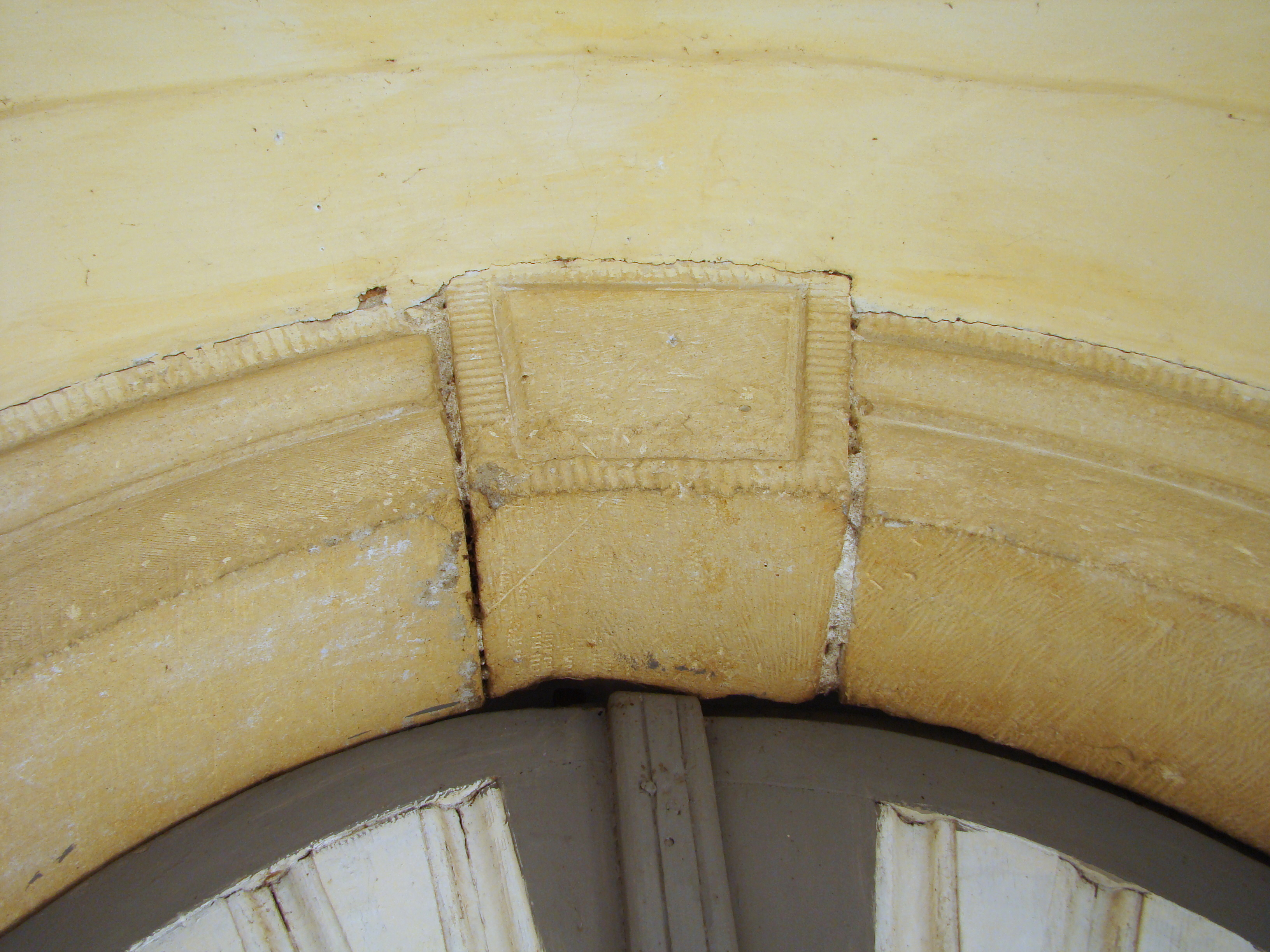
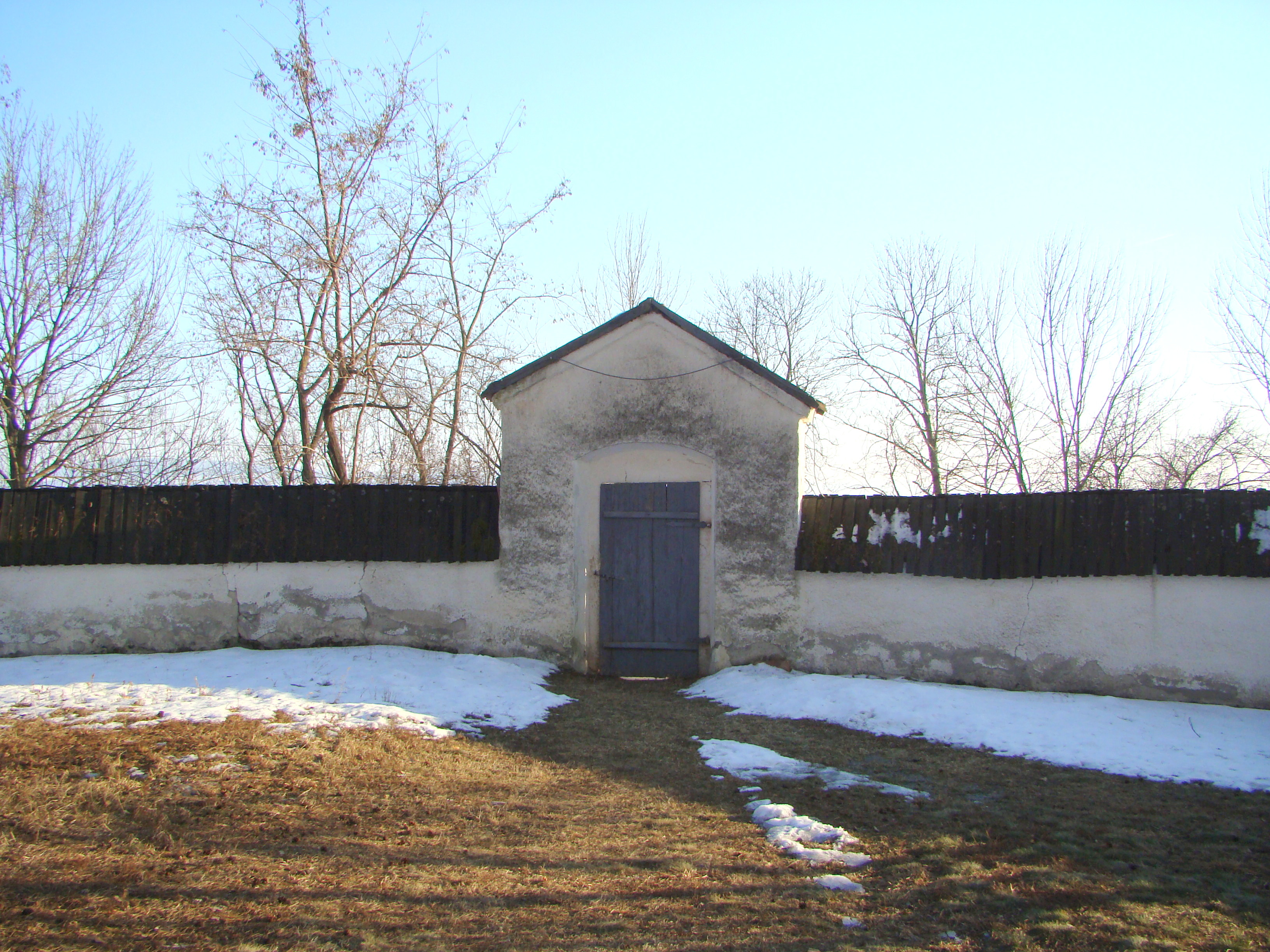
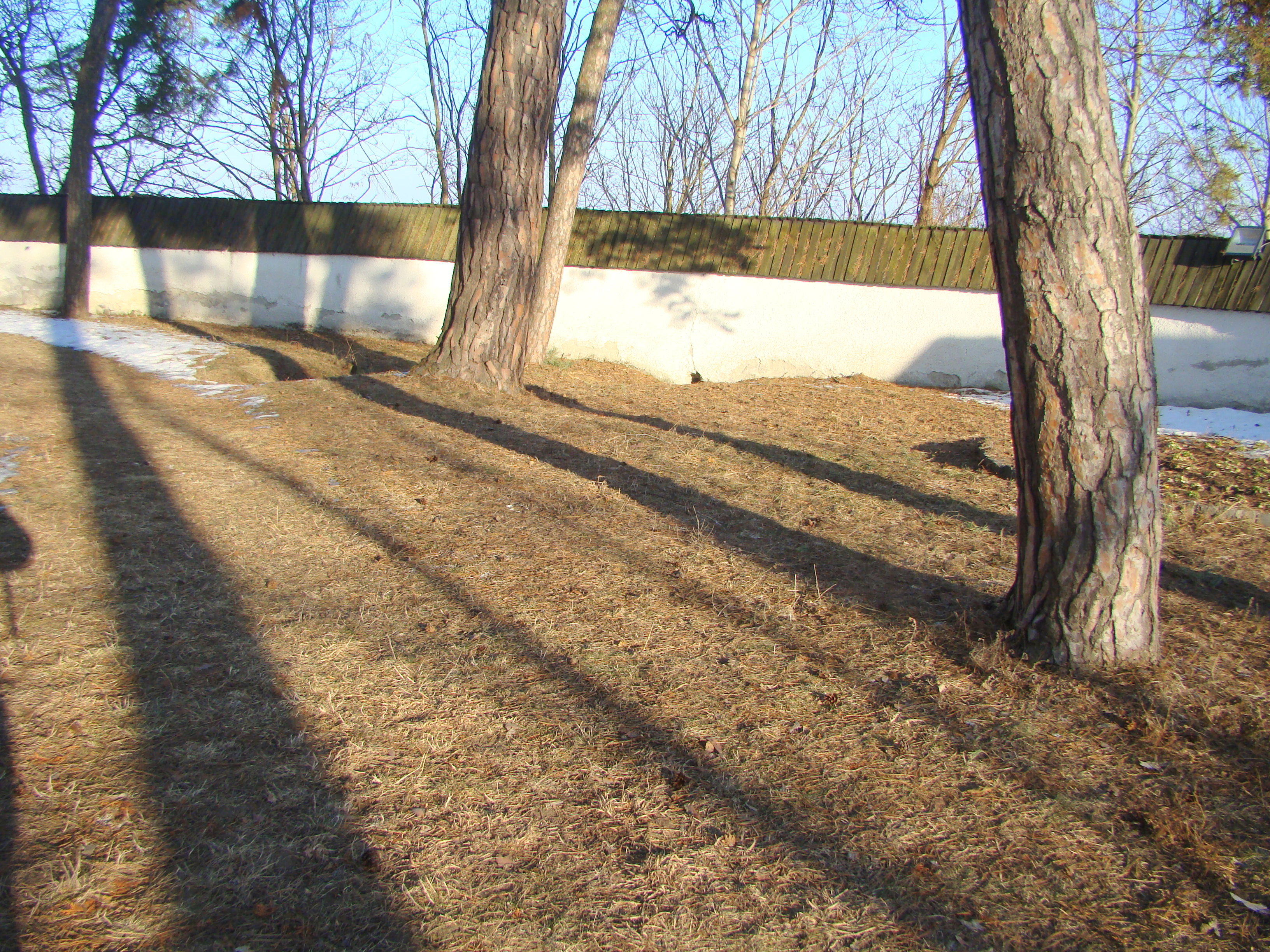
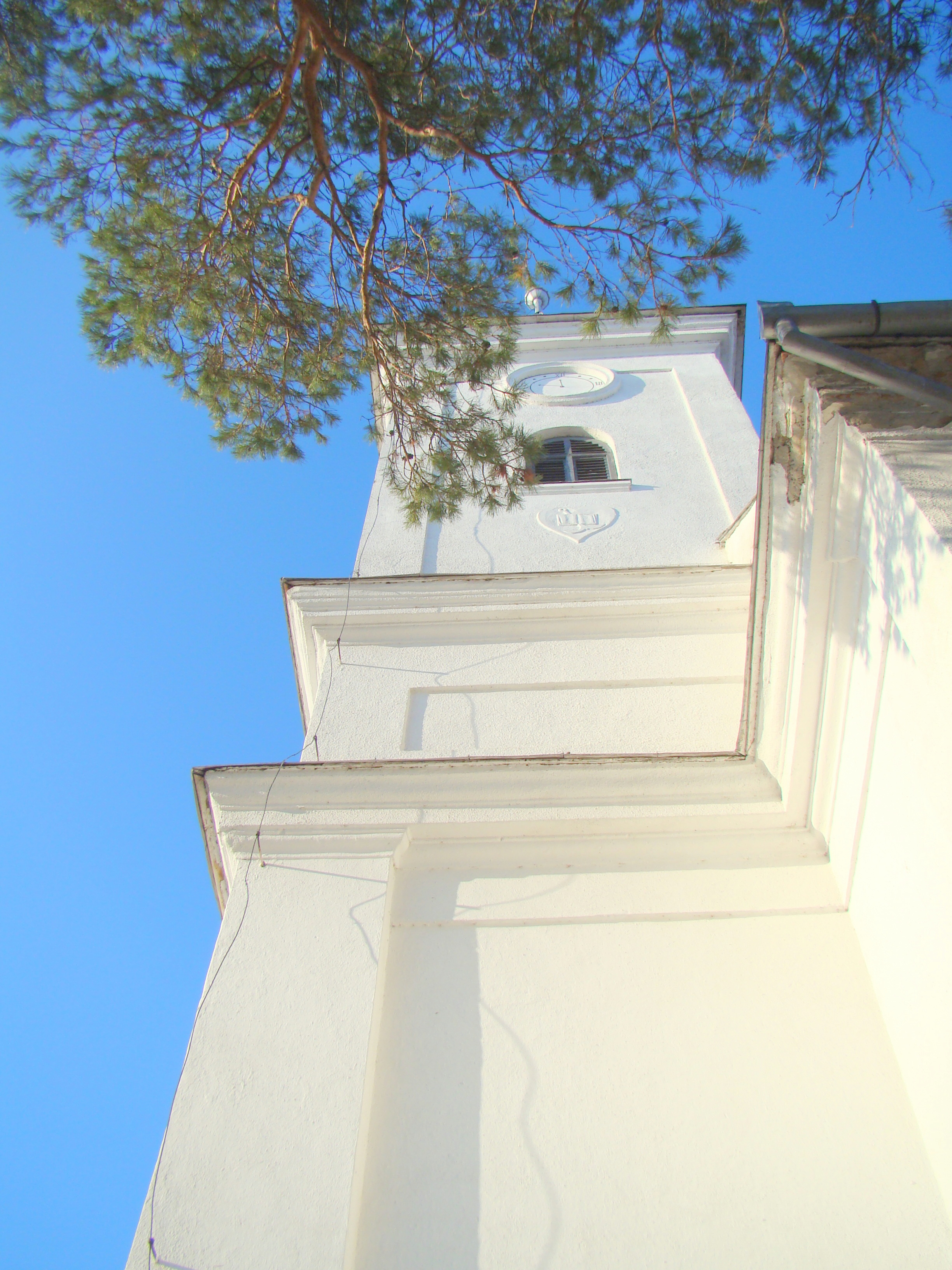
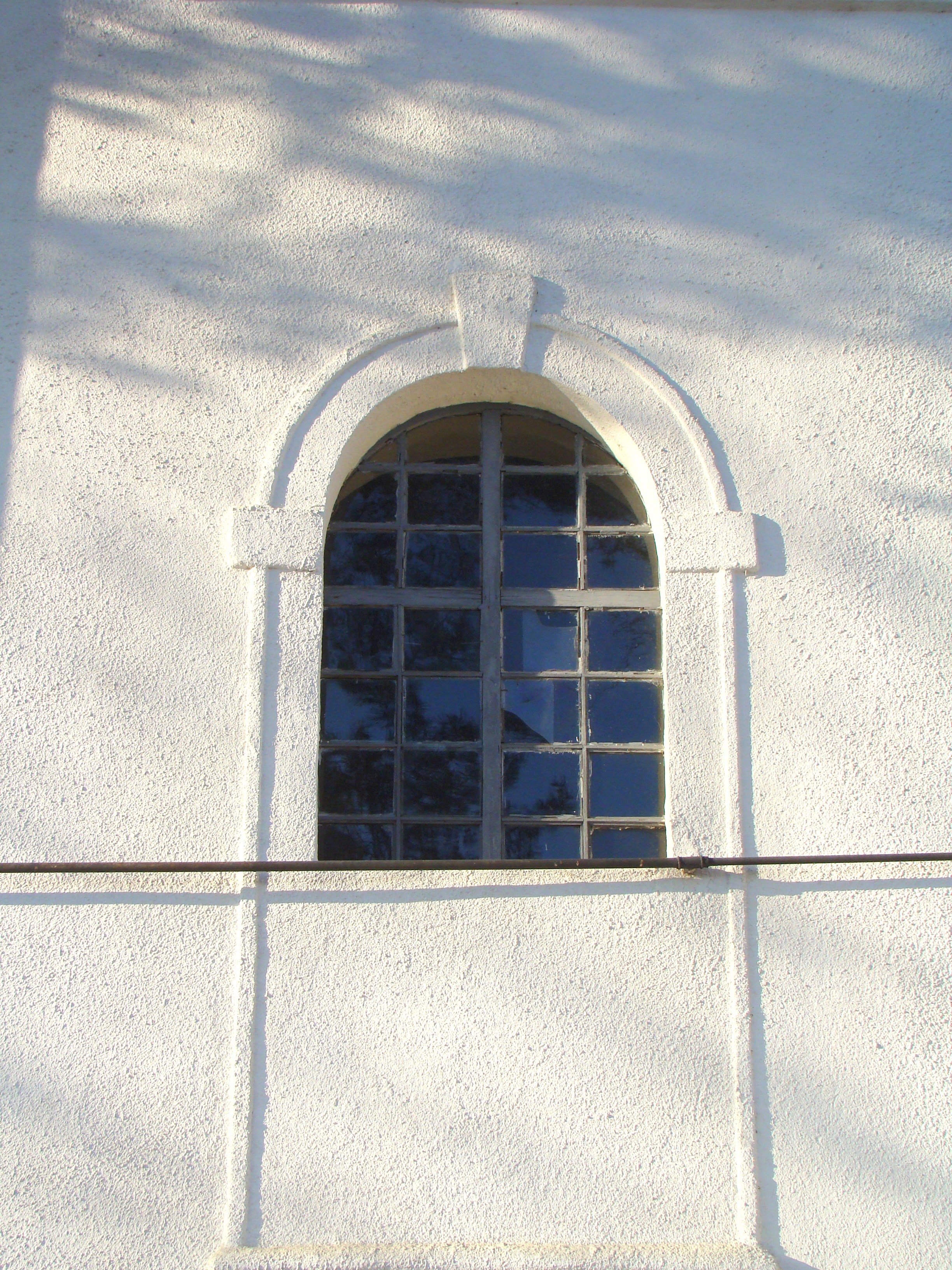
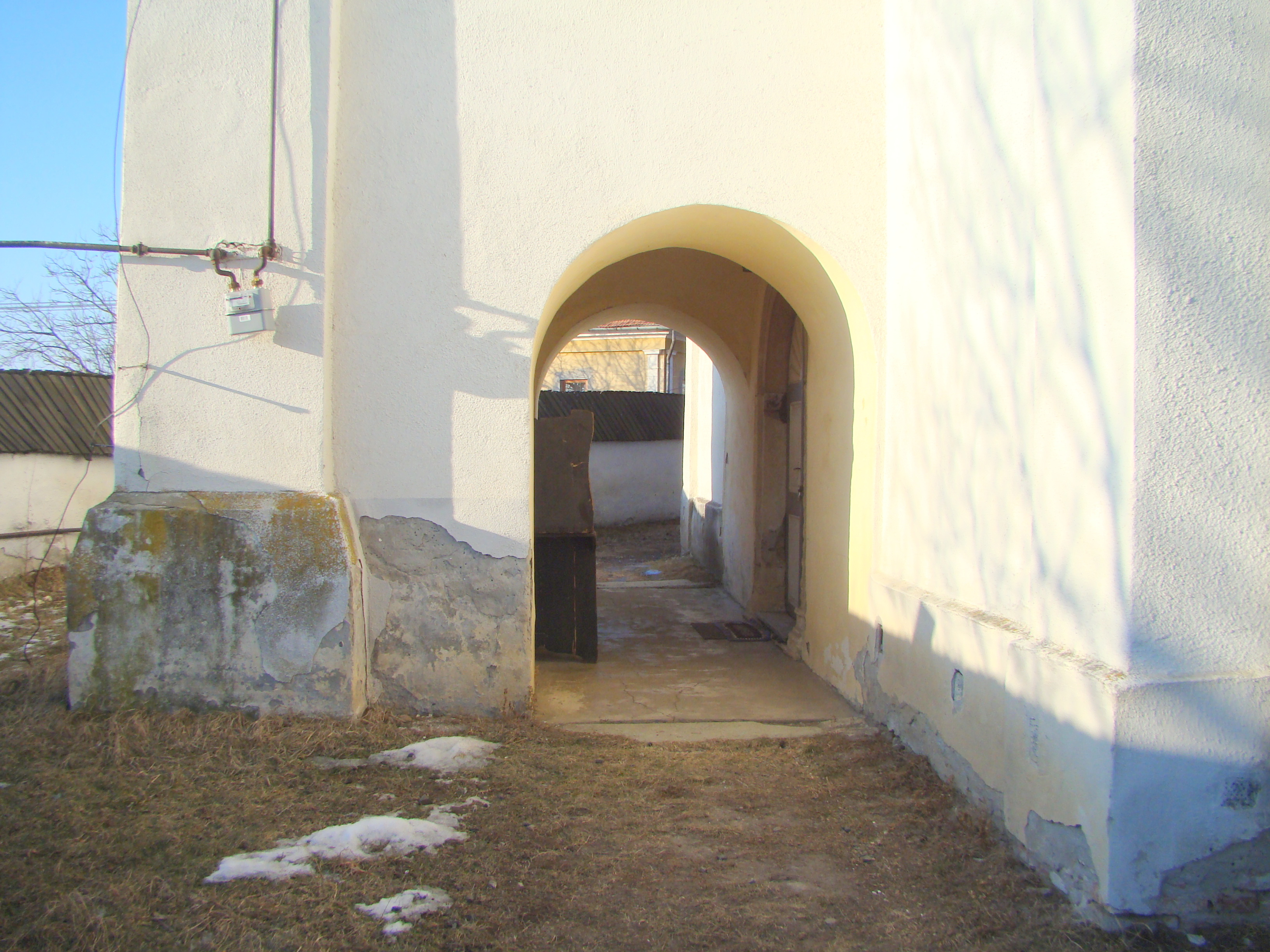
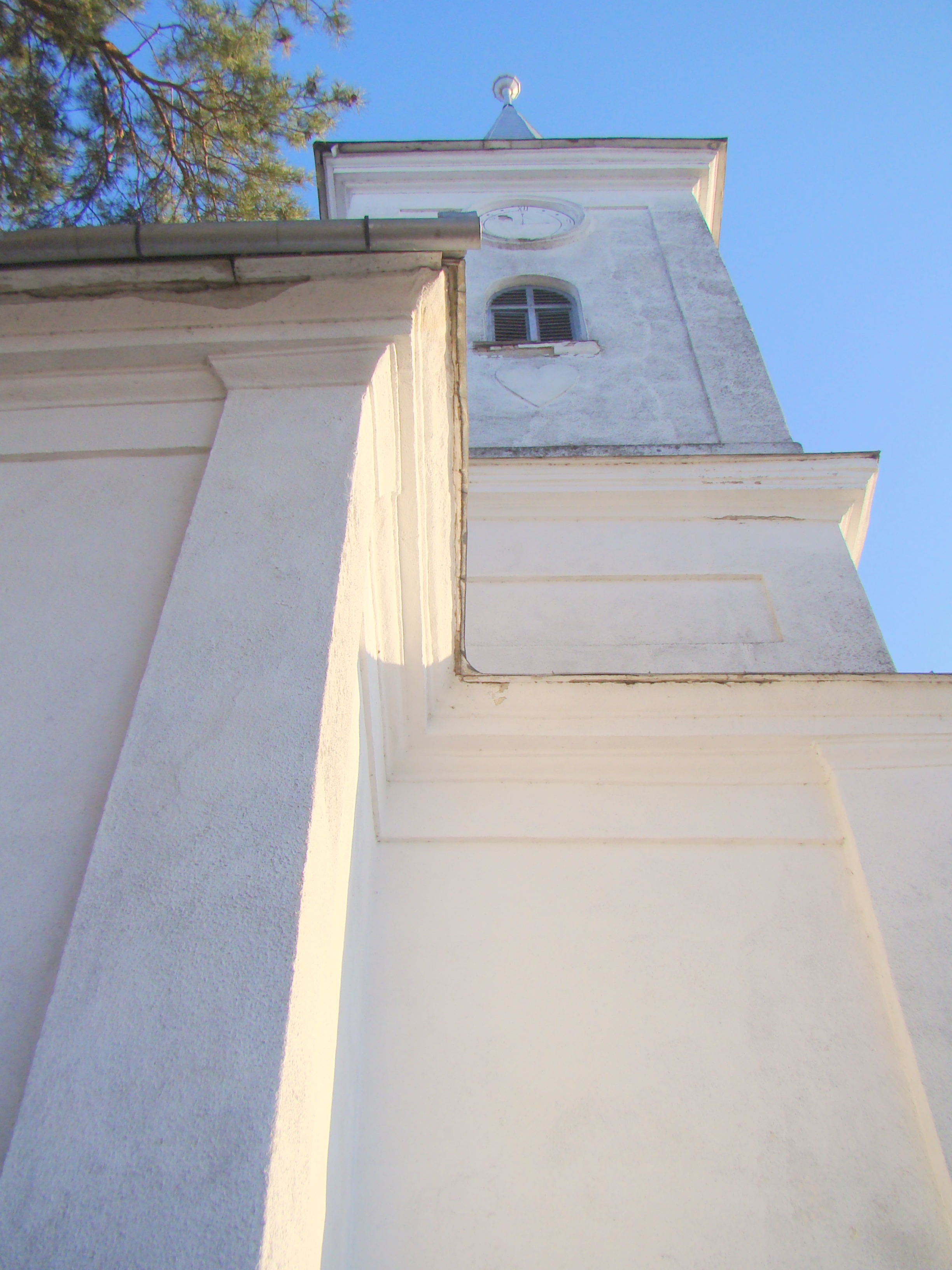
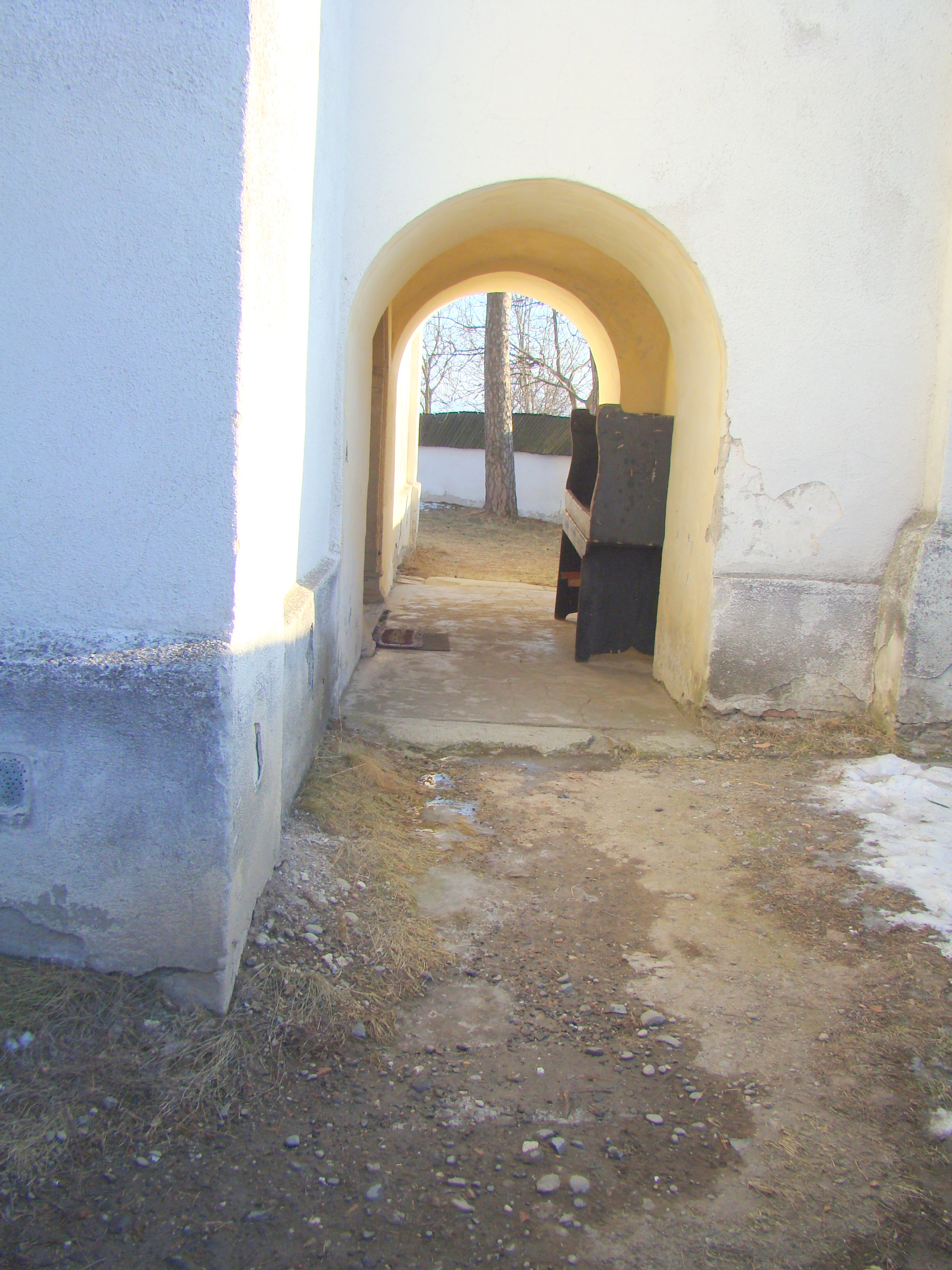
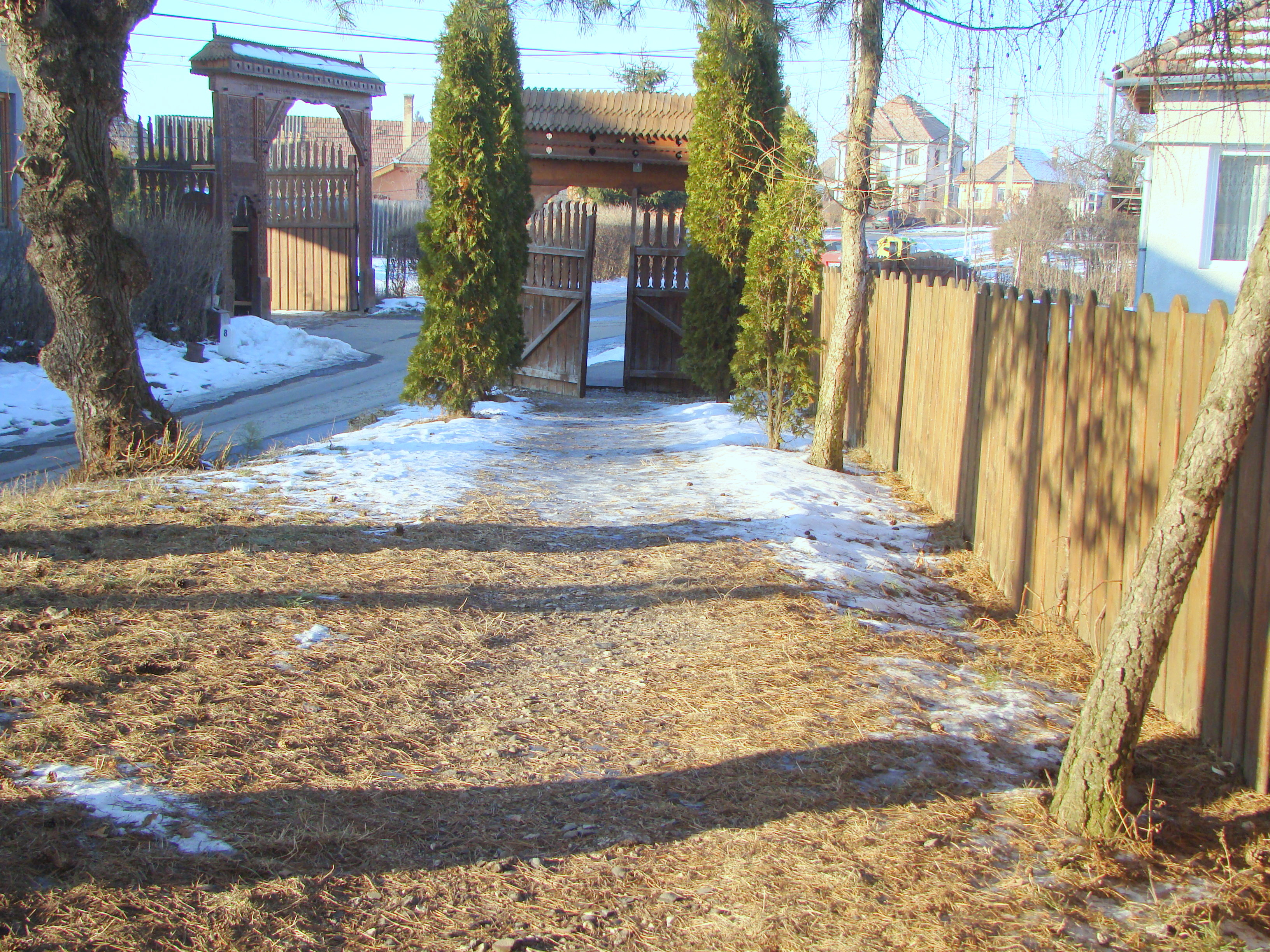
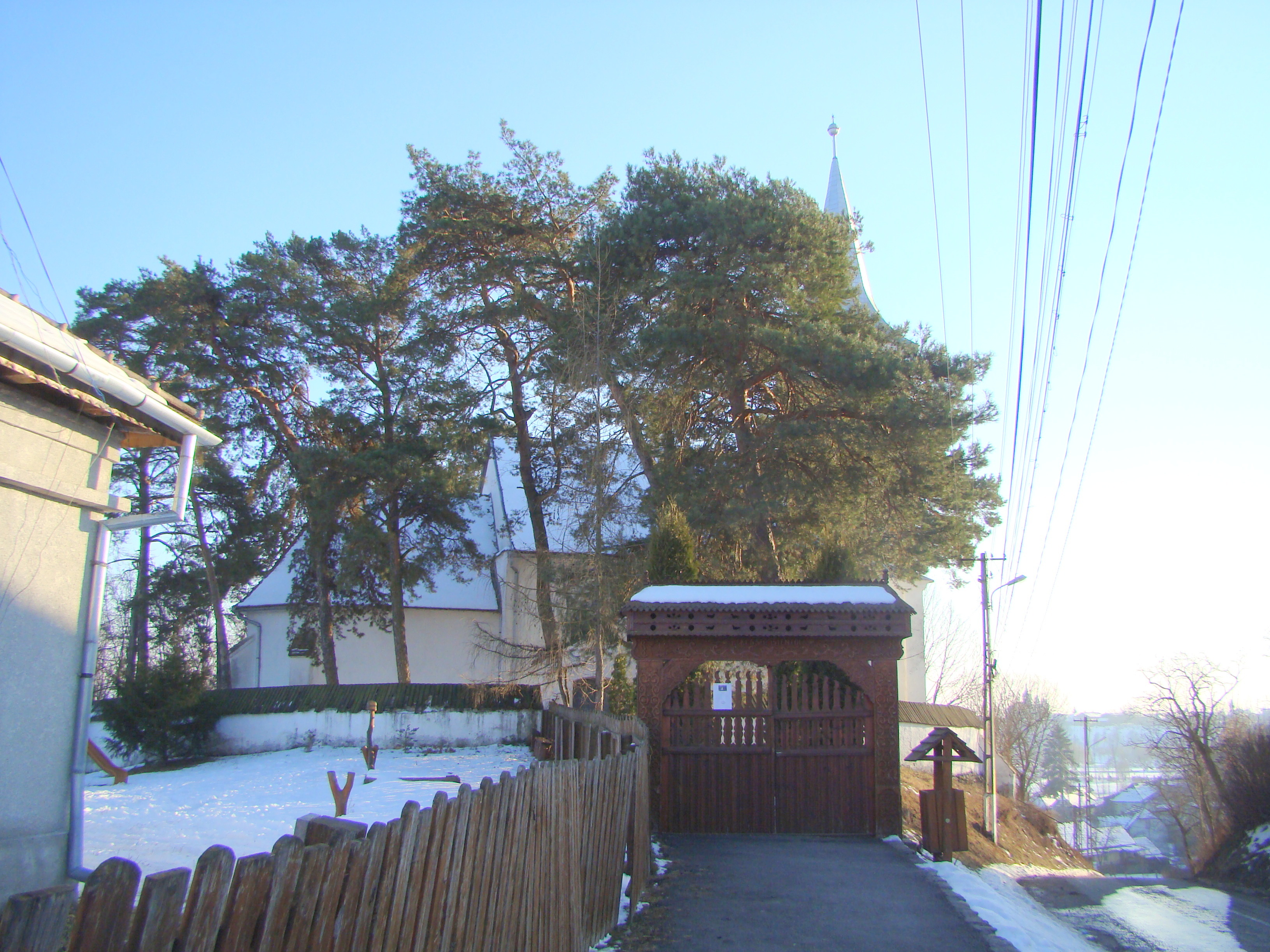
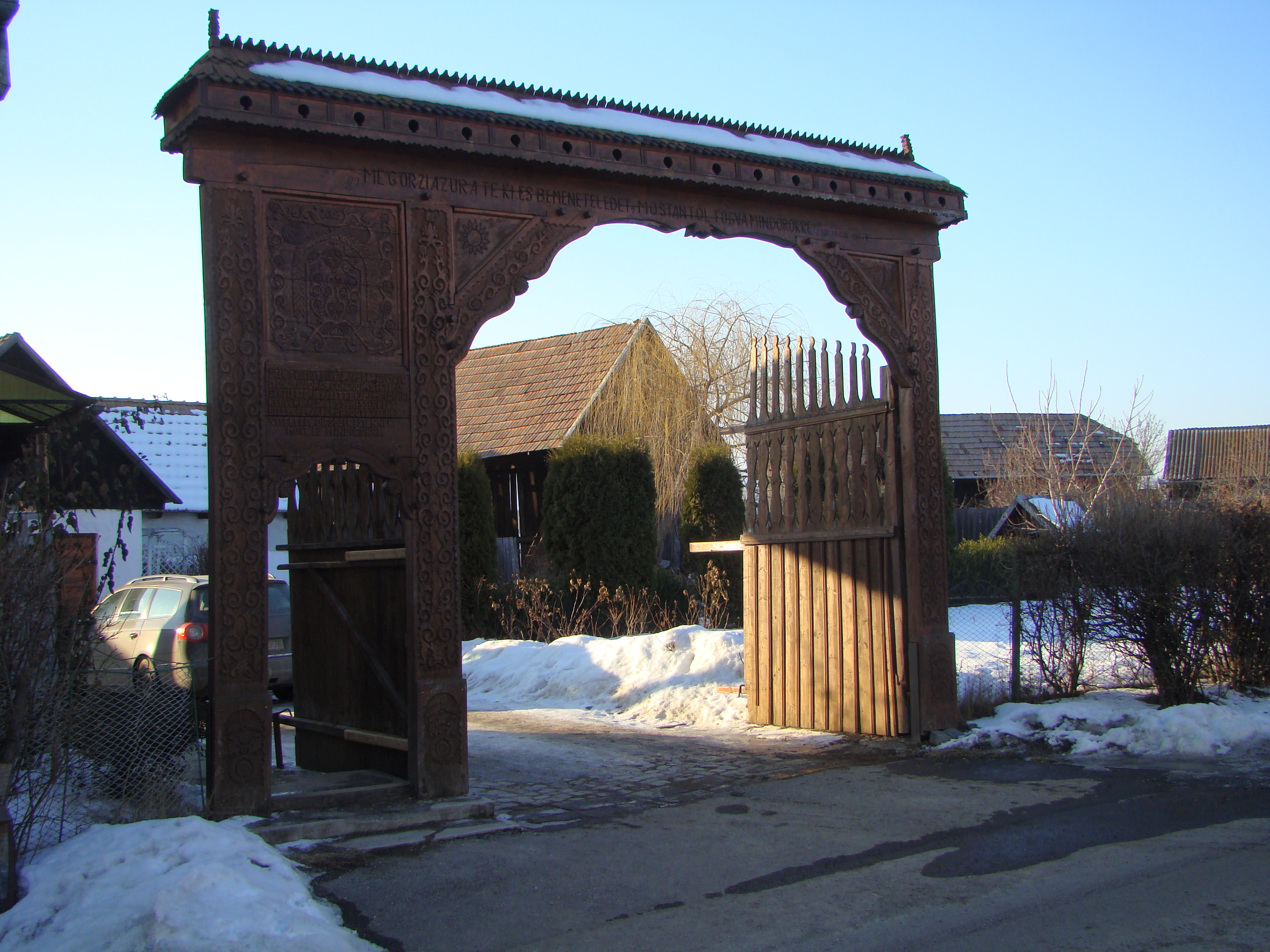
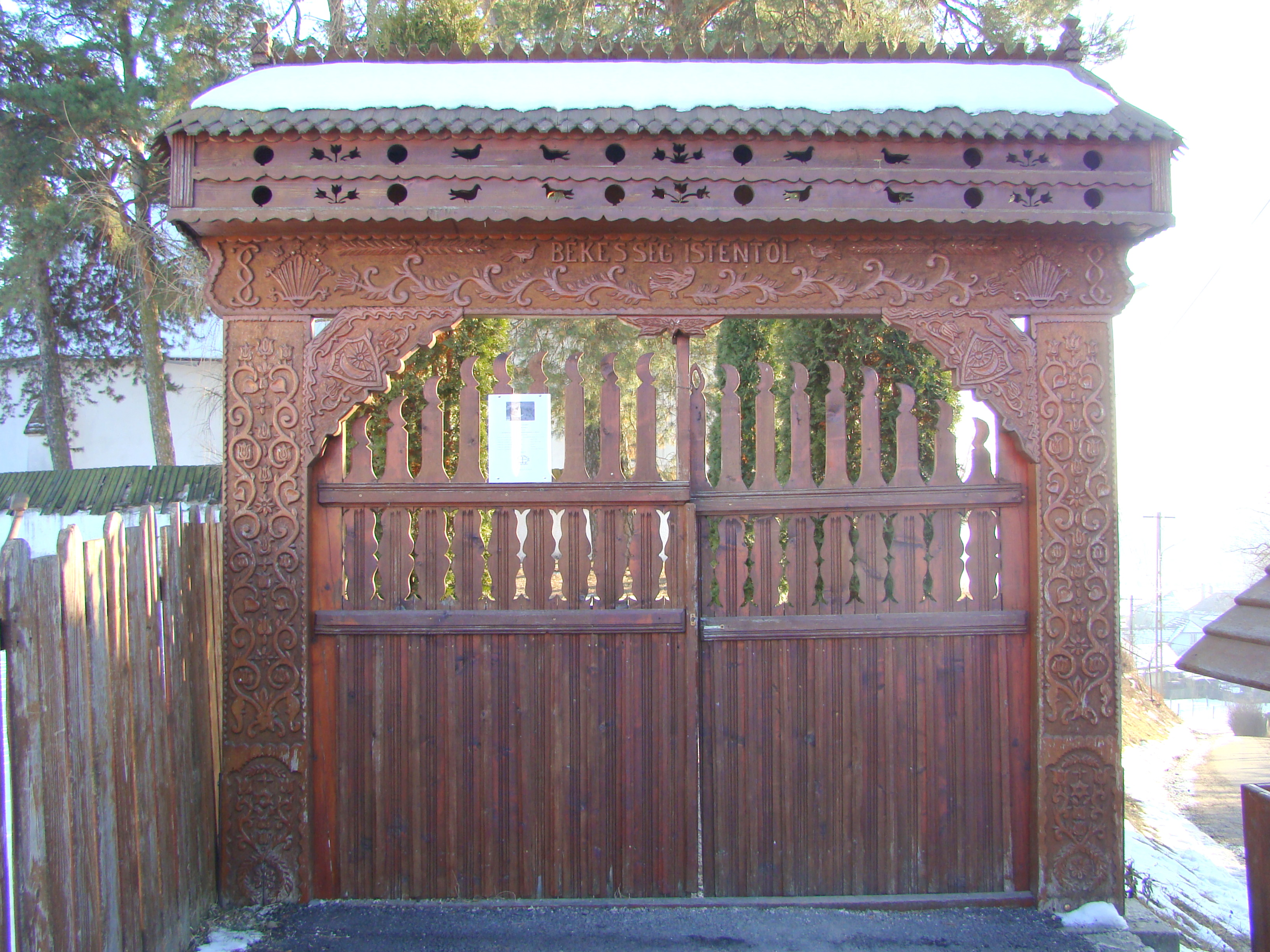
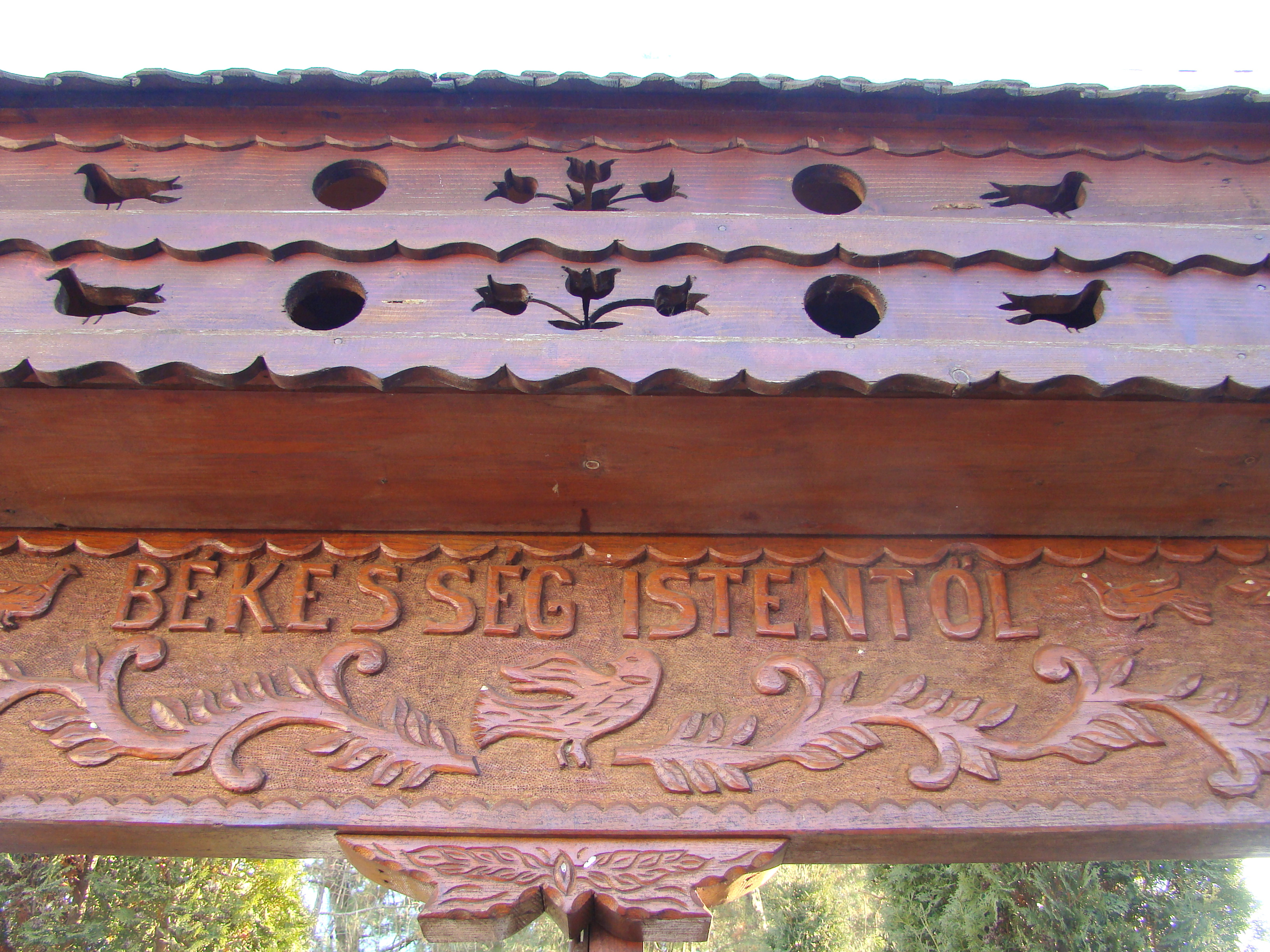
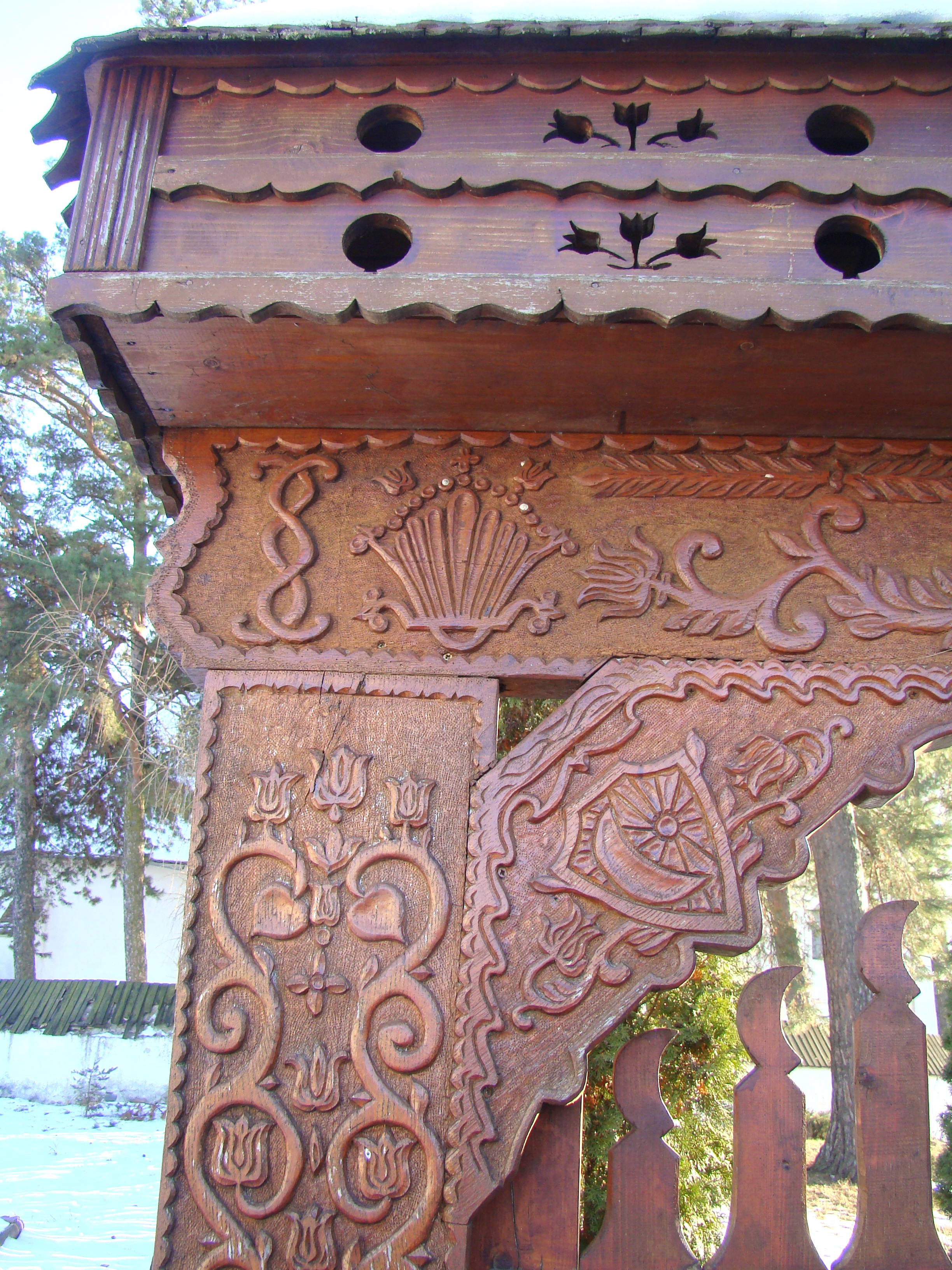
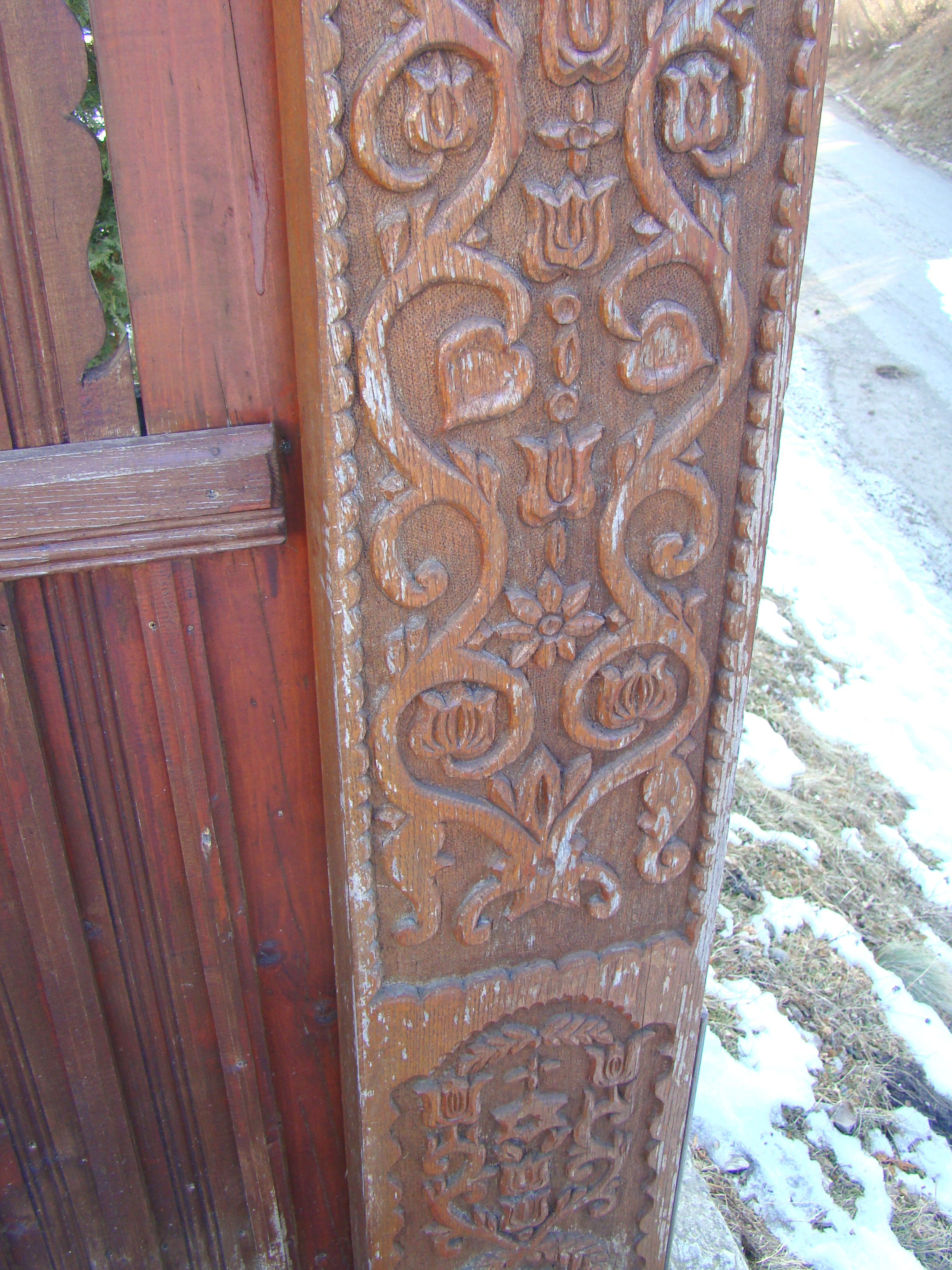
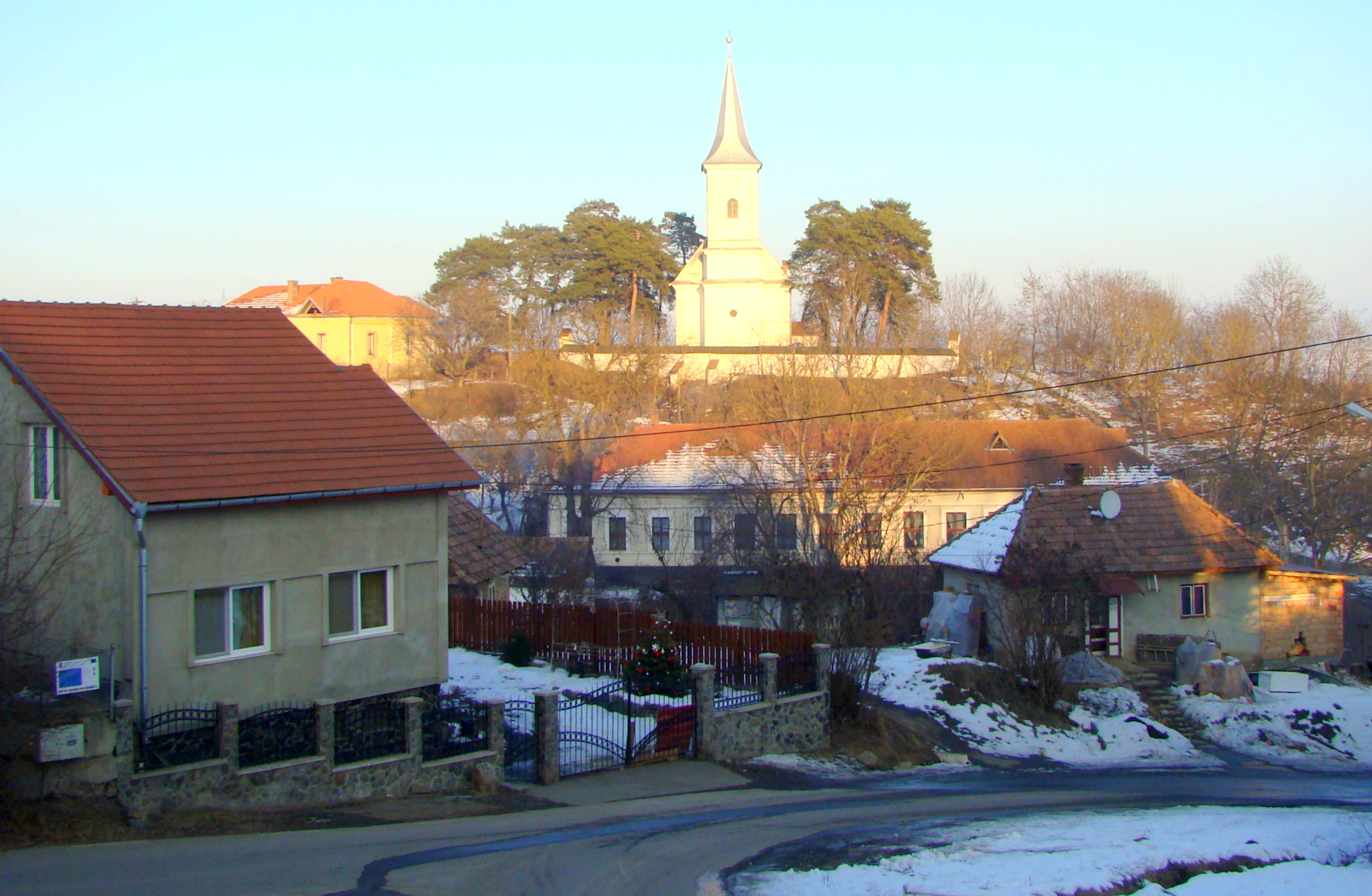

## Vezi și
- Voivodeni, Mureș